# Onze-Lieve-Vrouw-ter-Sneeuwkapel (Retie)
De Onze-Lieve-Vrouw-ter-Sneeuwkapel is een kapel in de Antwerpse plaats Retie, gelegen in het gehucht Werbeek, aan Werbeek.

## Geschiedenis
Aan de stichting van de kapel is de volgende legende verbonden:
Willem Verreyt, een marskramer uit Baarle, was op de vooravond van Sint-Antonius, 16 januari 1645, op weg naar Chaam. Onderweg zag hij een Lievevrouwebeeldje liggen. Alhoewel het sneeuwde was het beeldje droog. Hij nam het beeldje mee en zette zijn weg voort. Op de Chaamse Dijk werd hij door twee soldaten overvallen. De ene soldaat had reeds een geweer in aanslag om de marskramer te beschieten. Verreyt sloeg het geweer met een stok uit de soldaat zijn handen. De tweede soldaat zette zijn geweer op het hart van Verreyt en schoot. Maar dat verwondde de marskramer niet. Drie weken later, op 15 februari 1645, bracht Verreyt het gevonden beeldje naar Werbeek en plaatste het in een boomstronk.
Hoe dat ook zij, er kwamen bedevaartgangers op de plaats af en in 1646 werd een houten kapel op die plaats gebouwd. In 1665 werd deze door een stenen kapel vervangen. Deze werd - waarschijnlijk later - vergroot met het koor en de sacristie. Einde 18e eeuw was de kapel al overeenkomstig het huidige gebouw.
De kapel en omgeving werden in 1952 geklasseerd als beschermd landschap, en de kapel in 1974 als monument. De bedevaarten, onder meer vanuit Eersel en Veldhoven vonden nog plaats tot in de 21e eeuw .

## Gebouw
Het betreft een achthoekig bakstenen gebouw dat later uitgebreid is met een aangebouwd georiënteerd koor op een rechthoekige plattegrond. De kapel wordt door een achthoekig tentdak gedekt met daar bovenop een opengewerkte dakruiter. Bij de hoofdingang bevindt zich een nis met een zandstenen Mariabeeld. De bouwstijl bevat elementen uit de barok en het classicisme.

### Interieur

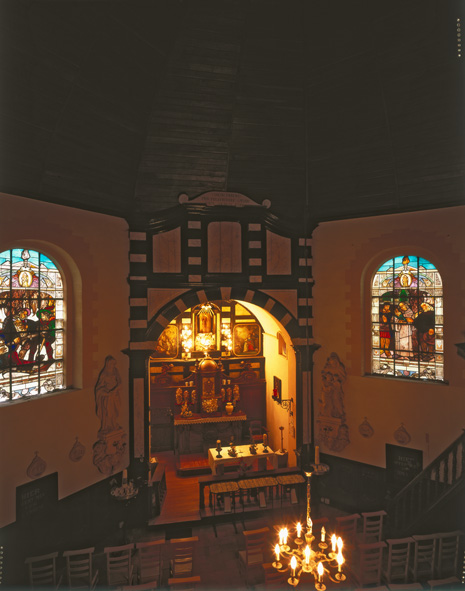
Interieurfoto (2005)

De lambrisering is in de 19e eeuw in neogotische stijl uitgevoerd. Ook werden toen neogotische muurschilderingen aangebracht die later weer overschilderd zijn.
Het 18e-eeuwse eikenhouten altaar is in Lodewijk XVI-stijl. Het heeft een draaibaar tabernakel. Ook de schilderijen Maria en haar ouders, en Onze-Lieve-Vrouw overhandigt de Heilige Norbertus het wit kleed zijn 18e-eeuws.
In de buitenmuren zijn twee basreliëfs aangebracht, een van een piëta en een dat het miraculeus beeldje voorstelt. Binnen vindt men twee stenen beelden, een van Maria en een van Sint-Anna-ten-Drieën.
Het beeldje zelf, uit de tweede helft van de 17e eeuw, in gepolychromeerd hout, verdween in 1974 en werd in 1975 door een nieuw beeld vervangen. Een communiebank en twee biechtstoelen zijn 18e-eeuws. Een glas-in-loodraam van 1937 toont de eerder besproken legende.